# Marina del Penedès
La Marina del Penedès és una zona del litoral català entre el massís del Garraf i el Riu Gaià que correspon a les actuals comarques del Garraf i Baix Penedès. Aquest topònim és l'original de la comarca del Garraf fins ben entrat al segle xx; també era coneguda com el Maresme del Penedès o el Penedès Marítim.